# Cumberland Valley (contea di Bedford)
Cumberland Valley  è una township degli Stati Uniti d'America, nella contea di Bedford nello Stato della Pennsylvania. Secondo il censimento del 2000 la popolazione è di 1.494 abitanti.

## Società

### Evoluzione demografica
La composizione etnica vede una prevalenza della razza bianca (99,13%) seguita da quella asiatica (0,54%), dati del 2000.
| township di Cumberland Valley Popolazione |       |
| 2000                                      | 1.494 |
| Stima al 2009                             | 1.499 |